# Coelioxys octodentata
Coelioxys octodentata är en biart som beskrevs av Thomas Say 1824. Coelioxys octodentata ingår i släktet kägelbin, och familjen buksamlarbin. Inga underarter finns listade i Catalogue of Life.